# Martin Roger
Martin Roger (ur. 28 września 1979) – estoński prawnik i dyplomata, w latach 2018–2022 ambasador Estonii w Polsce, obecnie wiceminister spraw zagranicznych.

## Życiorys
W 2001 ukończył studia na Wydziale Prawa Uniwersytetu w Tartu, następnie został magistrem prawa międzynarodowego na Uniwersytecie w Amsterdamie.
Od 2001 pracuje w Ministerstwie Spraw Zagranicznych Estonii. Jego pierwszą jednostką było Biuro Traktatów Międzynarodowych. Był zatrudniony także w Stałej Misji Estonii przy Organizacji Narodów Zjednoczonych w Nowym Jorku, jako doradca w biurze Zgromadzenia Ogólnego Narodów Zjednoczonych, zastępca szefa misji w ambasadzie Estonii w Paryżu, a także dyrektor Departamentu w Ministerstwie Gospodarki i Transportu.
Bezpośrednio przed objęciem funkcji ambasadora w Polsce był dyrektorem Biura Europy Wschodniej i Azji Środkowej w Departamencie Politycznym Ministerstwa Spraw Zagranicznych. W latach 2018–2022 sprawował funkcję szefa misji dyplomatycznej Estonii w Polsce. Po powrocie do kraju objął stanowisko dyrektora generalnego Departamentu NATO i Relacji Transatlantyckich. We wrześniu 2024 został podsekretarzem stanu ds. politycznych w Ministerstwie Spraw Zagranicznych.
Żonaty, ma dwójkę dzieci.

## Odznaczenia
- Krzyż Zasługi III klasy MSZ[1]
- Order Narodowy Zasługi V klasy (Francja, 2015)[2]
- Krzyż Komandorski Orderu Zasługi Rzeczypospolitej Polskiej (Polska, 2022)[3]